# 東大浦村
東大浦村（ひがしおおうらむら）は、京都府加佐郡にあった村。現在の舞鶴市の北東端にあたる。

## 地理
- 海洋：若狭湾
- 河川：河辺川
- 島嶼：馬立島、毛島
- 岬：正面崎

## 歴史
- 1889年（明治22年）4月1日 - 町村制の施行により、河辺中村・西屋村・室牛村・河辺由里村・河辺原村・観音寺村・栃尾村・大山村・田井村・成生村・野原村の区域をもって発足。
- 1942年（昭和17年）8月1日 - 東舞鶴市に編入。同日東大浦村廃止。